# Peter Anton Feldscher

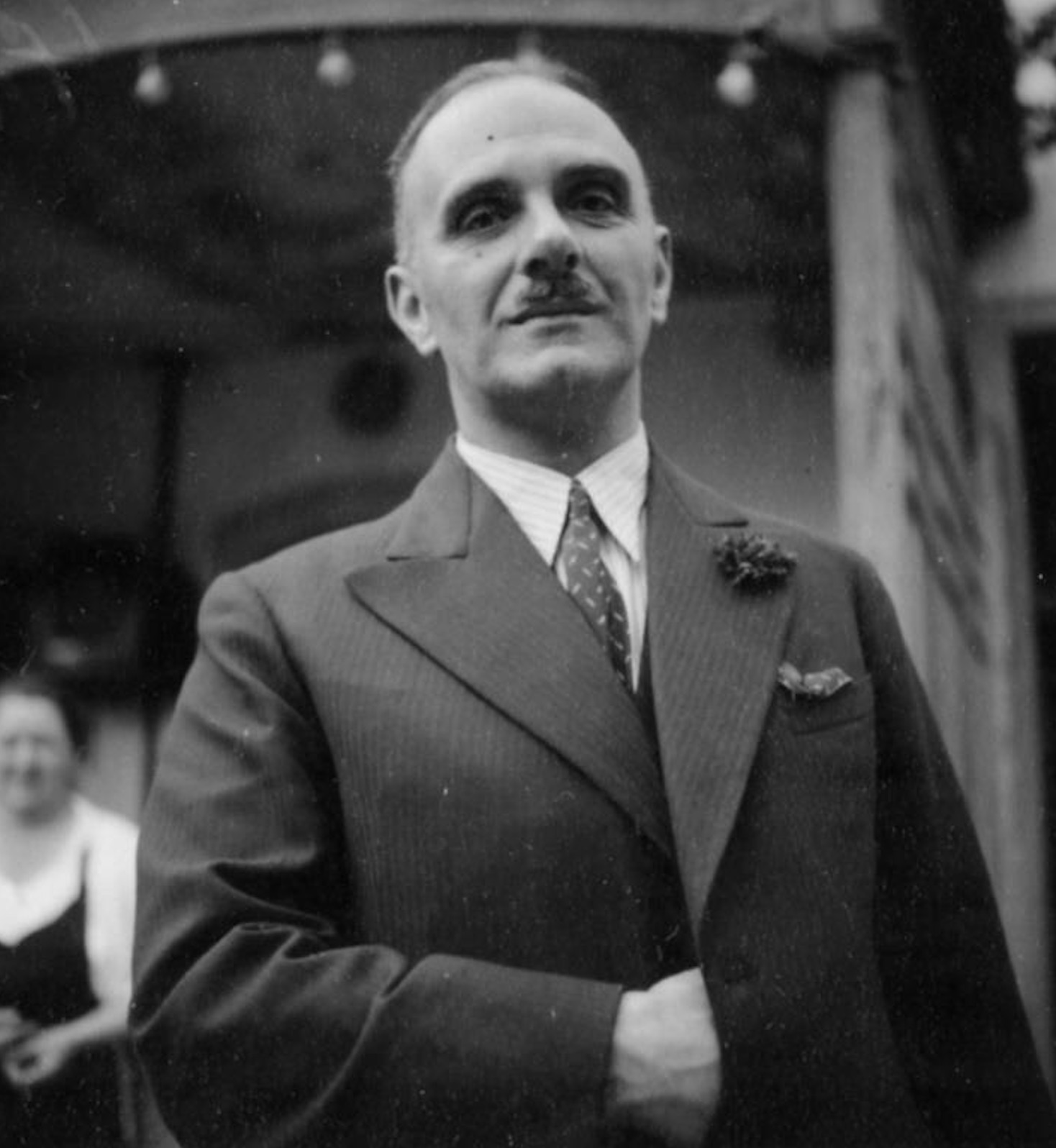
Peter A. Feldscher an der Konferenz der Schweizer Gesandten im Jahr 1937

Peter Anton Feldscher (* 1. März 1889 in Masein; † 2. Mai 1979 ebenda) war ein Schweizer Jurist und Diplomat.

## Leben
Feldscher besuchte die Primarschule und das Gymnasium in Chur und studierte Jurisprudenz in Zürich, Leipzig und Bern und wurde 1917 an der Universität Bern promoviert. Danach war er im Eidgenössischen Politischen Departement (EPD) in der provisorischen Abteilung für Vertretung fremder Interessen und Internierung bis 1919 tätig. Zwischen 1919 und 1932 wirkte Feldscher zuerst als Sekretär und später als Sektionschef 2. Klasse in der Abteilung für Auswärtiges im EPD. 1932 wurde er zum Sektionschef der Abteilung Rechtsbüro (heute: Direktion für Völkerrecht EDA) des EPD ernannt. Gleichzeitig war Feldscher Leiter des Auswanderungsamtes. 1938 wurde Feldscher zum Sektionschef der Politischen Sektion befördert; er war somit gleichzeitig Stellvertreter des Leiters der Abteilung für Auswärtiges. Während seiner Zeit in der Zentrale in Bern gehörten Hans Frölicher und Pierre Bonna zu den engsten Mitarbeitern Feldschers. Von 1942 bis 1945 leitete er als Schweizer Minister den Dienst für fremde Interessen an der Botschaft in Berlin, wo er gegenüber der deutschen Regierung den Vorschlag der britischen Regierung vertrat, 5000 Juden, vorwiegend Kindern, die Ausreise aus dem deutschen Machtbereich zu gestatten (Feldscher-Aktion).
Ab 1946 vertrat er die Schweiz in Österreich und verliess diesen Posten am 15. Mai 1955.

## Schriften
- Die Ehrenstrafen im schweizerischen Recht. Inauguraldissertation, Universität Bern 1917.